# Lamprologus
Lamprologus ist eine Fischgattung aus der Familie der Buntbarsche, die im afrikanischen Kongostrom und verschiedenen Nebenflüssen und Seen im Kongobecken endemisch vorkommt. Zur Gattung gehörten bis vor kurzem zwanzig Arten aus dem Kongobecken und dem Tanganjikasee, nach einer Mitte 2025 veröffentlichten Revision umfasst sie nur noch die neun Arten des Kongobeckens.

## Merkmale
Die Größe der Fische schwankt zwischen etwa 6,5 und 13 Zentimetern. Der Körper ist länglich und im Querschnitt fast rund. Die Weibchen sind in der Regel deutlich kleiner als die Männchen. Die Zähne sind konisch, beide Kiefer besitzen vorne große Fangzähne. Lamprologus-Arten sind meist einfarbig, bräunlich oder beige gefärbt. Die Schuppen sind klein bis mittelgroß; sie glänzen manchmal bläulich-silbrig (griechisch lamprologus = glänzend). Die Fische sind ovipare Höhlenbrüter. Das Revier wird meist von den Männchen verteidigt, während sich die Weibchen um den Laich kümmern. Alle Lamprologus-Arten besitzen neben dem Tränenbein ein bis drei gut entwickelte Knöchelchen unterhalb der Augenhöhle (Infraorbitalknochen). Dagegen fehlen die Infraorbitalknochen allen Arten der im Tanganjikasee vorkommenden Gattung Neolamprologus, mit Ausnahme von Neolamprologus toae.

## Systematik
Die Gattung Lamprologus wurde 1891 durch die niederländische Zoologin Louise Schilthuis mit der Erstbeschreibung der Typusart (Lamprologus congoensis) eingeführt. Bis 1991 wurden zahlreiche weitere Lamprologus-Arten beschrieben, die meisten davon aus dem Tanganjikasee.  Im Jahr 1985 wurde durch die französischen Ichthyologen Robert Allgayer und José Colombé die im Tanganjikasee endemische Gattung Neolamprologus eingeführt und zahlreiche Lamprologus-Arten wurden nach Neolamprologus verschoben. Anfang 2025 umfasste die Gattung Lamprologus 20 Arten, davon neun aus dem Kongobecken und elf aus dem Tanganjikasee. In dieser Zusammensetzung war die Gattung jedoch nicht monophyletisch, da die elf Lamprologus-Arten des Tanganjikasees auf verschiedene Kladen innerhalb der Tribus Lamprologini verteilen, während die Lamprologus-Arten des Kongobeckens eine monophyletische Klade bilden. Ein Wissenschaftlerteam um die US-amerikanische Ichthyologin Melanie Stiassny beschränkte deshalb die Gattung Lamprologus im Jahr 2025 auf die im Kongobecken vorkommenden Arten und verschoben die restlichen elf Lamprologus-Arten des Tanganjikasees in die Gattung Neolamprologus. Diese ist damit zwar nicht monophyletisch, aber das war sie vorher auch nicht. Die Gattung Lamprologus gehört innerhalb der Buntbarschunterfamilie Pseudocrenilabrinae zur Tribus Lamprologini. Die Schwestergruppe von Lamprologus ist eine Klade verschiedener Neolamprologus-Arten, die auch Neolamprologus tetracanthus, die Typusart der Gattung Neolamprologus einschließt.

## Arten
Zur Gattung Lamprologus gehören neun Arten:

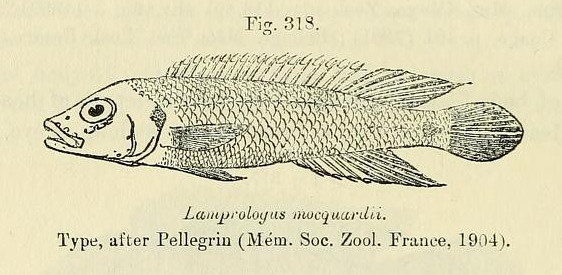
Lamprologus mocquardi

- Lamprologus congoensis Schilthuis, 1891
- Lamprologus lethops Roberts & Stewart, 1976, Stromschnellen im unteren Kongo
- Lamprologus markerti Tougas & Stiassny, 2014
- Lamprologus mocquardi Pellegrin, 1903
- Lamprologus symoensi Poll, 1976
- Lamprologus teugelsi Schelly & Stiassny, 2004
- Lamprologus tigripictilis Schelly & Stiassny, 2004
- Lamprologus tumbanus Boulenger, 1899, Tumbasee
- Lamprologus werneri Poll, 1959